# Leskovik (Bela Palanka)
Leskovik (em cirílico: Лесковик) é uma vila da Sérvia localizada no município de Bela Palanka, pertencente ao distrito de Pirot. A sua população era de 21 habitantes segundo o censo de 2011.

## Demografia
| 1948 | 1953 | 1961 | 1971 | 1981 | 1991 | 2002 | 2011 |
| ---- | ---- | ---- | ---- | ---- | ---- | ---- | ---- |
| 151  | 122  | 93   | 67   | 44   | 34   | 24   | 21   |